# Wilga (gromada)
Wilga – dawna gromada, czyli najmniejsza jednostka podziału terytorialnego Polskiej Rzeczypospolitej Ludowej w latach 1954–1972.
Gromady, z gromadzkimi radami narodowymi (GRN) jako organami władzy najniższego stopnia na wsi, funkcjonowały od reformy reorganizującej administrację wiejską przeprowadzonej jesienią 1954 do momentu ich zniesienia z dniem 1 stycznia 1973, tym samym wypierając organizację gminną w latach 1954–1972.
Gromadę Wilga z siedzibą GRN w Wildze utworzono – jako jedną z 8759 gromad na obszarze Polski – w powiecie garwolińskim w woj. warszawskim, na mocy uchwały nr VI/10/2/54 WRN w Warszawie z dnia 5 października 1954. W skład jednostki weszły obszary dotychczasowych gromad Cyganówka, Celejów, Wilga Osiedle, Powiśle, Podole Nowe, Podole Stare, Skurcza i Wilga, ponadto kolonia Daraczysko, kolonia Gożlin, osiedle Ostrybór, kolonia Strzępy i kolonia Wysoka Olszyna z dotychczasowej gromady Ostrybór oraz wieś Kępa Zalewska, kolonia Kępa Zalewska i wieś Zakrzew z dotychczasowej gromady Zakrzew ze zniesionej gminy Wilga w tymże powiecie. Dla gromady ustalono 23 członków gromadzkiej rady narodowej.
31 grudnia 1959 do gromady Wilga przyłączono obszar zniesionej gromady Mariańskie Porzecze w tymże powiecie.
Gromada przetrwała do końca 1972 roku, czyli do kolejnej reformy gminnej. 1 stycznia 1973 w powiecie garwolińskim reaktywowano gminę Wilga.